# Galerie Na shledanou
Galerie Na shledanou byla galerie umístěná v nevyužívané smuteční síni na hřbitově Malsička ve městě Volyně. Fungovala mezi lety 2010 až 2019 a zaměřovala se na současné umění často s funebrální tematikou. Kurátorem a autorem koncepce Galerie Na shledanou byl Jan Freiberg. Galerie také vydávala velkoformátové Noviny Na shledanou, které se věnovaly v odborných textech vztahu mezi výtvarným umění a smrtí,  vývoji funerální architektury, každé číslo mělo specifické podtéma vycházející s výstav. Napříkla ekologické nebo architektonické nebo o malých smrtích zaživa. 

## Koncepce výstavního programu
Cílem Galerie Na shledanou bylo zpřístupnit veřejnosti nový pohled na vztah výtvarného umění a smrti. Výstavy probíhaly formou rezidenčních pobytů, během nichž autoři po několik dní tvořili na stěnách galerie. Před příchodem dalšího vystavujícího se díla vždy zabílila, čímž zanikla. Tento proces měl být metaforou koloběhu života a smrti.

## Historie
Galerie byla umístěna v prosklené budova s vysokým stropem, která měla sloužit jako smuteční síň. Stavba smuteční síně začala na konci osmdesátých let 20. století v rámci akce Zet, po sametové revoluci byla zastavena a po roce 1992 částečně dobudována. Síň ale nebyla nikdy využita ke svému účelu a zůstala prázdná až do roku 2010. Tehdy vznikla Galerie Na shledanou jako pobočka Městského muzea ve Volyni. To v prvním roce existence hradilo vzniklé náklady –materiál, ubytování a stravu pro vystavující umělce, další léta byla galerie dotována Ministerstvem kultury ČR. Galerie byla otevřena 1. května 2010 a prvním vystavujícím byl Ondřej Maleček.
V roce 2019 připravila městská rada Volyně plán na rekonstrukci smuteční síně, která by znamenala konec činnosti galerie. V dubnu byla desetimilionová rekonstrukce městskou radou odsouhlasena. Starosta Martin Červený připustil, že neočekává, že by provoz smuteční síně vzhledem k nízkému počtu pohřbů pokryl provozní náklady. Zároveň zmínil kritiku z řad občanů města, kteří údajně z většiny s provozem galerie nesouhlasili. Jan Freiberg předložil radě města více než desítku otevřených dopisů předních českých osobností kultury, které radu města od záměru rekonstrukce smuteční síně odrazovaly, nicméně rada města na tyto podněty nereagovala. Jan Freiberg následně od dalšího provozování galerie upustil,  poté odešel pracovat jako ředitel Galerie Františka Drtikola v Příbrami.Od cca 2020 Galerii Na shledanou provozuje Městské kulturní středisko Volyně v omezeném programu. 

## Neúplný seznam proběhlých výstav

### 2010
- Ondřej Maleček – Tiché volání[2]

### 2011
- Josef Bolf – Už tě neuvidím[2]
- Lenka Vítková – Průhledná věc (30. dubna - 10. července)[1]
- Blanka Jakubčíková – Mrtvoly (do 25. září)[2]

### 2012
- Jiří Thýn & Václav Kopecký
- Martin Zet – Podpalubí (od 6. 10. 2012 do 30. 3. 2013)
- Marie Blabolilová – Pomněnky
- Tomáš Vaněk – Particip č. 143: čas je čára je čas…

### 2013
- Daniel Vlček – Zobrazení času do konce skladby (27. července – 22. září)[7]

### 2014
- Michal Škoda – Přítomnost absence[8]
- Norbert Schmidt – Überraum[8]
- Díla ve virtuální realitě - spoluautoři Jan Freiberg, Votjěch Rada (od r 2022 Radakulan), Josef Bolf, Daniel Vlček, Ba:zel

### 2016
- Milena Dopitová (16. července – 16. září)[3]
- Jan Freiberg, František Košař, Dušan Řezáč - A vy to ještě nevíte?
- Funeral food performance Veroniky Slámové při food festivalu ve Volyni
- Jakub Frydrýšek, Rostliny a jejich moci - zahradnická intervence
- Jan Pražan - Vrabci a dravci
- Ondřej Maleček, Jan Karpíšek, Tryzna za rostliny
- Petra Housková, Hlasité Ticho